# Station Chojnice
Station Chojnice is een spoorwegstation in de Poolse plaats Chojnice.